# 자이샨카르 프라사드

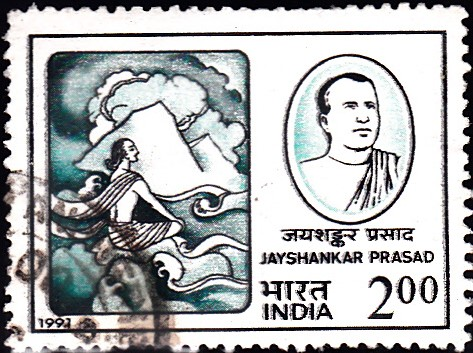

자이샨카르 프라사드(Jaishankar Prasad) 1889.1.10 ~ 1937.11.15
인도의 힌디 시인·극작가. 1909년경부터 월간지 <인도>의 편집에 참여하여 많은 작품을 발표하였다. 낭만상징시풍(浪漫象徵詩風)에 속하는 3거두(巨頭) 중의 한 사람이다. 원인(原人) 마누를 주인공으로 하여 지(知)와 정(情)의 발달을 쓴 서사시 카마야니(1935)가 특히 뛰어난 바 있다. 근대 연극의 확립자로서도 높이 평가되며, <스칸드 굽타왕> <찬드라 굽타왕> 등 외적을 물리친 왕의 고심과 무사도를 묘사한 사극을 통해 영국 지배하의 인도를 비판하고 있다. 낭만적 장·단편의 문체가 특히 아름답다.